# Sint-Pieterskerk (Audinghen)
De Sint-Pieterskerk (Frans: Église Saint-Pierre) is de parochiekerk van het in het Franse departement Pas-de-Calais gelegen dorp Audinghen.

## Geschiedenis
De oorspronkelijke kerk werd verwoest tijdens de bombardementen van 1943. Een plan om de oorspronkelijke kerk te herbouwen werd verworpen. Een nieuwe kerk in de stijl van het naoorlogs modernisme werd gebouwd van 1959-1960. Architect was Alexandre Colladant.

## Gebouw
De in baksteen en beton gebouwde kerk heeft een schuin aflopend dak en kenmerkt zich door een aantal glas-in-betonramen. Ook is er een fresco van 200 m2 voorstellende de gekruisigde Christus, koning van de schepping en vervaardigd door Geneviève d'Andréis. Enkele beelden uit de voormalige kerk zijn nog te vinden. 

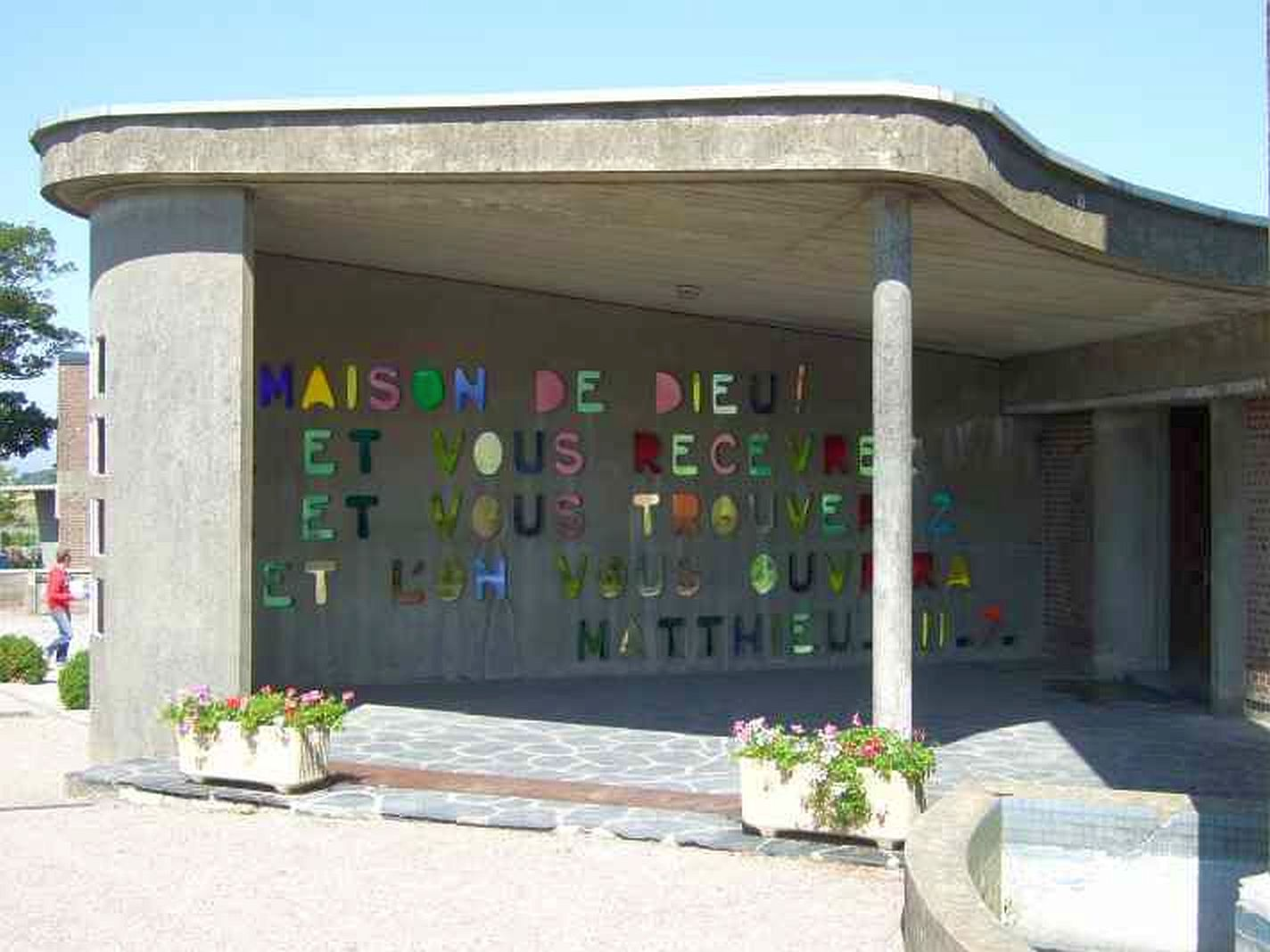
Glasletters van Saint Pierre Audinghem bij de ingang

Opvallend is de losstaande open klokkentoren in beton, in de vorm van een lier en bekroond met een haan.
In 2006 werd deze kerk beschermd als monument historique.